# Kirsten Neuschäfer

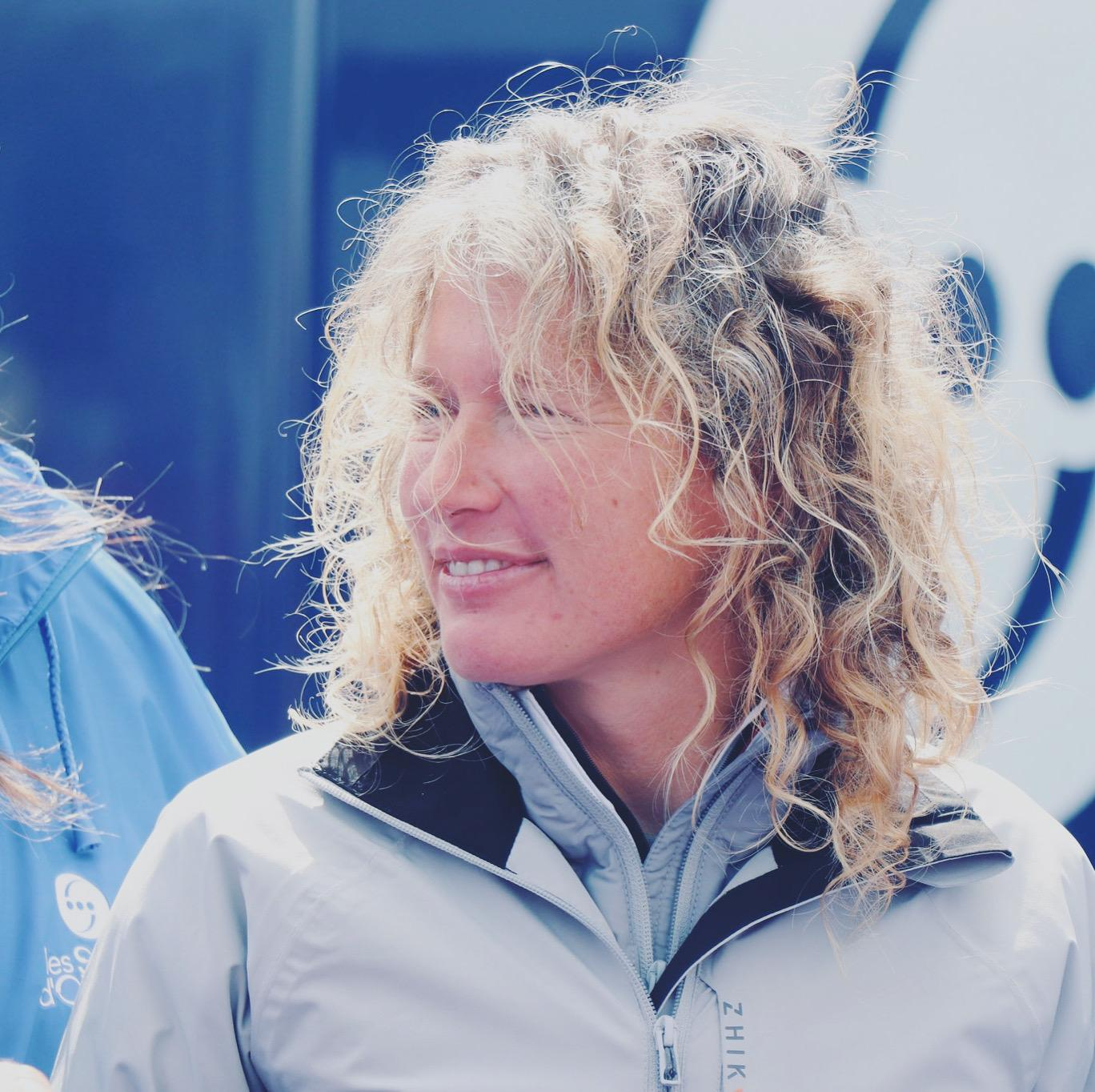
Kirsten Neuschäfer (2023)

Kirsten Neuschäfer (* 23. Juni 1982) ist eine südafrikanische Segelsportlerin und Einhandseglerin. Sie ist die Gewinnerin des Golden Globe Race 2022–2023.

## Leben
Kirsten Neuschäfer besuchte von 1986 bis 2000 die Deutsche Internationale Schule Pretoria und schloss mit der Matriculation ab. 2005 durchquerte Neuschäfer mit dem Fahrrad allein den afrikanischen Kontinent; sie fuhr 15.000 Kilometer von Marokko bis zum Kap Agulhas. Ab 2010 studierte sie Physikalische Ozeanographie und Meeresbiologie an der University of Cape Town. Zwischen 2005 und 2022 arbeitete Neuschäfer in unterschiedlichen Berufen, darunter als Segellehrerin und Skipperin, unter anderem für den Abenteuer-Veranstalter Skip Novak.

## Seglerische Leistungen

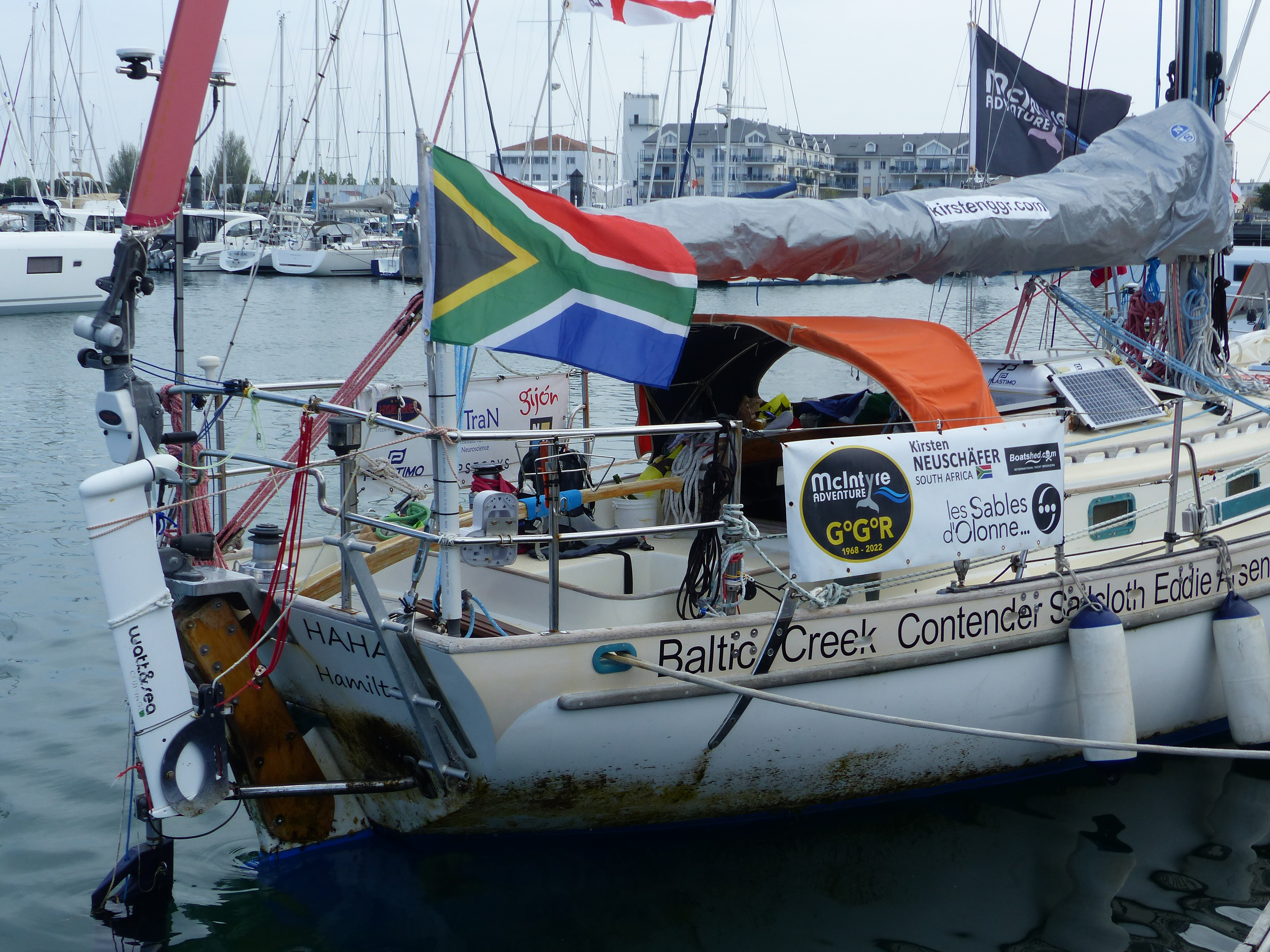
Neuschäfers Segelyacht Minnehaha nach dem Zieleinlauf beim Golden Globe Race

Kirsten Neuschäfer gewann 2023 nach 233 Tagen allein auf See das Golden Globe Race 2022–2023. Damit ist sie die erste Frau, die eine Einhand-Regatta um die Welt gewann. Neuschäfer trat mit ihrer 1988 gebauten Cape George 36 Minnehaha gegen 15 männliche Konkurrenten an. Der Name der Segelyacht spielt auf einen fiktionalen weiblichen Charakter in Henry Wadsworth Longfellows Gedicht The Song of Hiawatha an.
Bei dem Rennen waren ausschließlich vor 1988 konstruierte Segelyachten zwischen 32 und 36 Fuß Länge zugelassen; elektronische Hilfsmittel zur Navigation waren verboten. Während des Rennens rettete Neuschäfer im Indischen Ozean den finnischen Regattateilnehmer Tapio Lehtinen aus Seenot. Elf ihrer Konkurrenten gaben auf; zwei mussten einen Zwischenstopp einlegen. Neben Neuschäfer erreichten nur der Inder Abhilash Tomy und der Österreicher Michael Guggenberger ohne Zwischenstopp das Ziel.

## Auszeichnungen

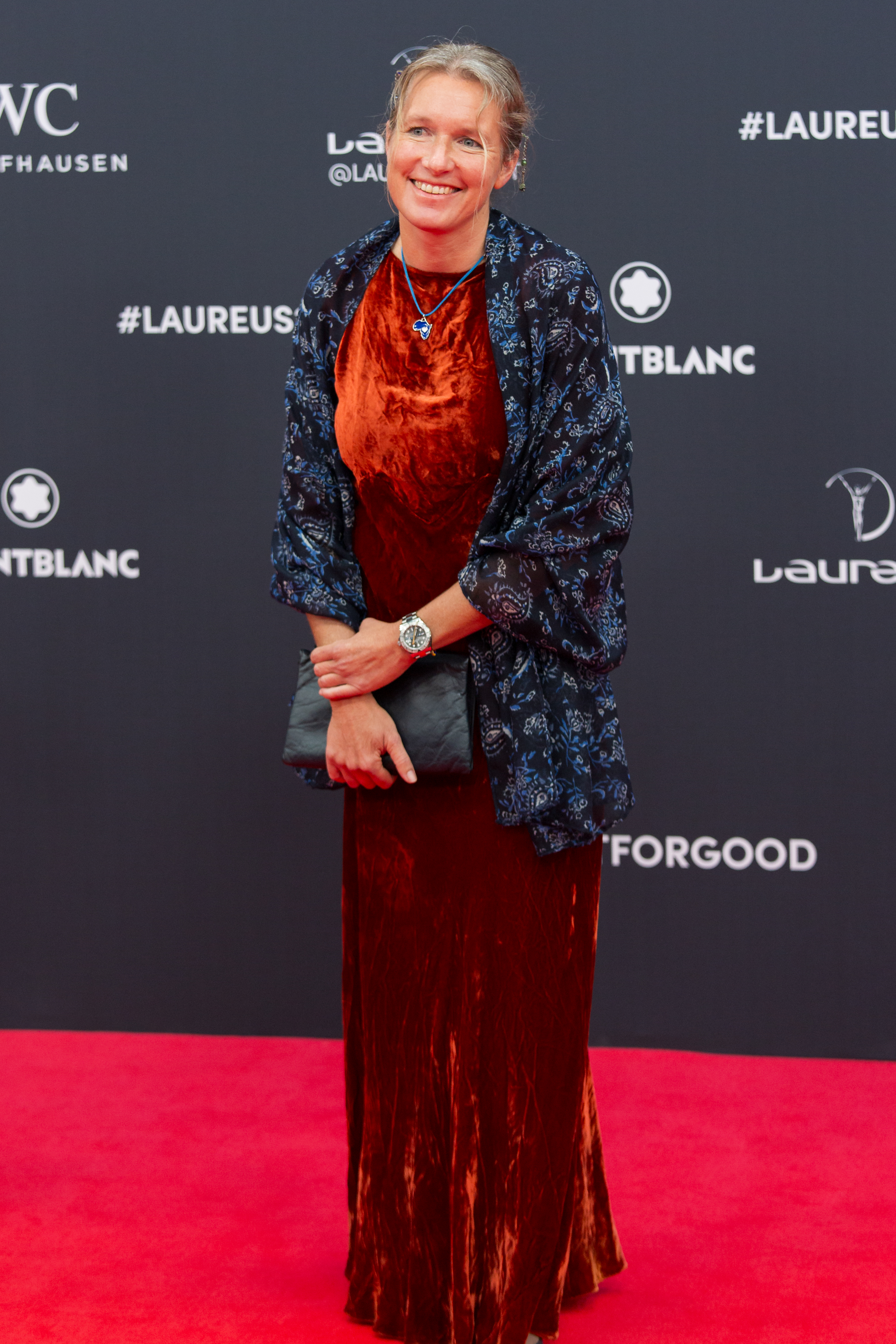
Kirsten Neuschäfer, nominiert für die Auszeichnung als Action Sportlerin des Jahres aufgrund ihres Sieges beim Golden Globe Race, bei den 25. Laureus World Sports Awards.

Neuschäfer wurde 2023 neben Tom Slingsby wegen ihres Sieges beim Golden Globe Race als Weltseglerin des Jahres geehrt. 2023 verlieh ihr der Verein Trans-Ocean aus dem gleichen Grund den von Bobby Schenk gestifteten „Kap Hoorn Award“. Weiter wurde Neuschäfer 2023 für ihre Golden-Globe-Race-Teilnahme mit der „Blue Water Medal“ des Cruising Club of America und dem „Seamaster-Award“ der boot Düsseldorf ausgezeichnet.